# Peter Kretschmer
Peter Kretschmer (ur. 15 lutego 1992 r. Schwerinie) – niemiecki kajakarz, kanadyjkarz. mistrz olimpijski z Londynu, trzykrotny mistrz świata i dwukrotny Europy, brązowy medalista igrzysk europejskich.
Zawody w 2012 były jego pierwszymi igrzyskami. Złoto wywalczył w kanadyjkowych dwójkach na dystansie 1000 metrów. Partnerował mu Kurt Kuschela. W finale okazali się lepsi od Białorusinów o 1,402 sekundy oraz Rosjan o 2,61 sekundy.